# Margarita Ponomariowa
Margarita Anatoljewna Ponomariowa (ros. Маргарита Анатольевна Пономарёва; z domu Chromowa [Хромова]; ur. 19 czerwca 1963 w Bałchaszu, zm. 31 sierpnia 2021 w Petersburgu) – rosyjska lekkoatletka, specjalizująca się w długich biegach płotkarskich, uczestniczka letnich igrzysk olimpijskich w Barcelonie (1992). W czasie swojej kariery reprezentowała również Związek Socjalistycznych Republik Radzieckich (do 1991) oraz Wspólnotę Niepodległych Państw (1992).

## Igrzyska olimpijskie/Przyjaźń-84
| Miejsce | Dzień       | Rok  | Miejscowość | Konkurencja       | Czas biegu | Strata   | Zwycięzca         |
| ------- | ----------- | ---- | ----------- | ----------------- | ---------- | -------- | ----------------- |
| brąz    | 17 sierpnia | 1984 | Praga       | bieg na 400 m ppł | 54,65 s    | + 0,98 s | Marina Stiepanowa |
| 6.      | 5 sierpnia  | 1992 | Barcelona   | bieg na 400 m ppł | 54,83 s    | + 1,60 s | Sally Gunnell     |

## Mistrzostwa świata
| Miejsce | Dzień       | Rok  | Miejscowość | Konkurencja        | Czas biegu  | Strata   | Zwycięzca         |
| ------- | ----------- | ---- | ----------- | ------------------ | ----------- | -------- | ----------------- |
| 9.      | 1 września  | 1987 | Rzym        | bieg na 400 m ppł  | 54,86 s     | -        | Sabine Busch      |
| 8.      | 29 sierpnia | 1991 | Tokio       | bieg na 400 m ppł  | 55,27 s     | + 2,16 s | Tatjana Ledowska  |
| brąz    | 19 sierpnia | 1993 | Stuttgart   | bieg na 400 m ppł  | 53,48 s     | + 0,74 s | Sally Gunnell     |
| srebro  | 22 sierpnia | 1993 | Stuttgart   | sztafeta 4 x 400 m | 3:18,38 min | + 1,67 s | Stany Zjednoczone |

## Mistrzostwa Europy
| Miejsce | Dzień       | Rok  | Miejscowość | Konkurencja       | Czas biegu | Strata   | Zwycięzca         |
| ------- | ----------- | ---- | ----------- | ----------------- | ---------- | -------- | ----------------- |
| 8.      | 30 sierpnia | 1986 | Stuttgart   | bieg na 400 m ppł | 55,56 s    | + 2,24 s | Marina Stiepanowa |
| 6.      | 31 sierpnia | 1990 | Split       | bieg na 400 m ppł | 55,22 s    | + 1,60 s | Tatjana Ledowska  |

## Rekordy życiowe
- bieg na 400 metrów przez płotki – 53,48 – Stuttgart 19/08/1993

rekordzistka świata w biegu na 400 m ppł od 22/06/1984 do 22/09/1985 (z czasem 53,58)